# Fairplay
Fairplay is een plaats in Colorado, Verenigde Staten. Het dorp ligt op een hoogte van 3000 meter, en is daarmee een van de hoogstgelegen steden van Colorado. Het dorp telde 610 inwoners bij de telling in 2000.
In het begin van de tijd van de goudkoorts ontstond de nederzetting, in het jaar 1859. Het is een meestal rustige stad, en de straten rondom het dorp worden weinig bereden. Hoewel het dorp tijdens de goudkoortstijd werd gesticht, bleef er nog lange tijd activiteit in de mijnen, er werd lange tijd goud- en zilvererts gewonnen, tot in medio 20e eeuw.
De meeste straten in Fairplay zijn in 2005 uiteindelijk nog geasfalteerd.

## Cultuur
In het noorden van de stad bevindt zich een openluchtmuseum genaamd South Park Stad, bedoeld om de 19e-eeuwse omstandigheden na te bootsen.
De Ezeldagen zijn een festival dat elk laatste weekend van juli in Fairplay wordt gehouden, ter ere van de glorietijden in de 19e eeuw. Het belangrijkste evenement van de ezeldagen is een race op ezels over 29 mijl, de wedstrijd neemt zo'n vijf uur in beslag, de prijs voor de winnaar is een geldsom van $1,000.

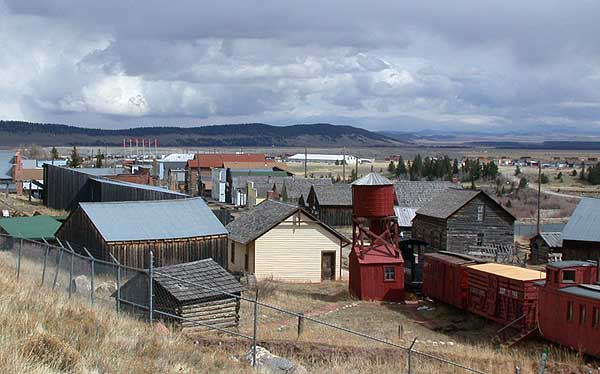
Uitzicht over Fairplay en over South Park. De historische gebouwen van South Park Stad, het openluchtmuseum, bevinden zich op de voorgrond.

## AnimatieserieSouth Park
De plaats kwam vaak in de publiciteit als het dorp waarin het verhaal zich afspeelt van het animatieprogramma South Park van Comedy Central. Hoewel in sommige delen van de serie blijkt dat de modelstad voor South Park inderdaad Fairplay is, is Fairplay vele malen kleiner dan zijn fictieve kant, die meer een gevoel van een buitenwijk uitstraalt.

## Plaatsen in de nabije omgeving
De onderstaande figuur toont nabijgelegen plaatsen in een straal van 40 km rond Fairplay.